# Mikłasze (przystanek kolejowy)
Mikłasze – przystanek osobowy  w Mikłaszach, w województwie podlaskim w Polsce. Obiekt położony jest na skraju wsi tuż obok przejazdu kolejowo-drogowego kat. C w km. 7,218. W latach 2018–2020 trwała budowa peronu, którego wykonawcą był Torpol S.A.
Obiekt powstał w ramach inwestycji Prace na linii kolejowej nr 52 Lewki – Hajnówka finansowanego ze środków programu operacyjnego Polska Wschodnia.